# Nepiothericles puberulus
Nepiothericles puberulus är en insektsart som först beskrevs av Carl Stål 1876.  Nepiothericles puberulus ingår i släktet Nepiothericles och familjen Thericleidae. Inga underarter finns listade i Catalogue of Life.